# Vilém Hasík
Vilém Hasík (11. března 1901 – ???) byl český a československý politik Komunistické strany Československa a poúnorový poslanec Národního shromáždění ČSR.

## Biografie
Ve volbách roku 1948 byl zvolen do Národního shromáždění za KSČ ve volebním kraji Ústí nad Labem. V parlamentu zasedal až do konce funkčního období, tedy do voleb v roce 1954.
Od svých sedmnácti let byl aktivní v odborové organizaci horníků. Po roce 1948 stál v čele krajského výboru Sokola v severních Čechách až do likvidace této organizace. V období září 1956 až prosinec 1962 byl členem Komise stranické kontroly KSČ.